# Griffon Fauve de Bretagne
Der Griffon Fauve de Bretagne ist eine von der FCI (Nr. 66, Gr. 6, Sek. 1.2) anerkannte französische Hunderasse.

## Herkunft und Geschichtliches
Seit dem 14. Jahrhundert werden die Vorläufer dieser Rasse als Meutehund eingesetzt. Im 19. Jahrhundert war auch die Wolfsjagd das Aufgabengebiet, mit dem Verschwinden der Wölfe verloren sie an Bedeutung und verschwand fast von der Bildfläche. 1949 gründete Marcel Pambrun den Club de Fauve de Bretagne, um diesen seltenen Laufhund zu erhalten. Seither ist sein Platz unter den französischen Laufhunden gesichert.

## Beschreibung
Der Griffon Fauve de Bretagne wird bis zu 56 cm groß und 22 kg schwer, ist falbfarben, von goldener Weizenfarbe bis hin zu Ziegelrot. Das Haar der Hunde ist sehr rau, hart, eher kurz. Die Ohren sind hängend, laufen spitz zu, sind einwärts gedreht und von Haar bedeckt, nach vorn gelegt reichen sie bis zur Nasenspitze.
Außerhalb Frankreichs ist die Rasse zwar weniger bekannt, wird aber vermehrt gerne als Familienhund gehalten. Als Grund hierfür ist das ausgeglichene Wesen der Tiere und ihre hohe Gelehrigkeit zu sehen. Ein gut erzogener Griffon Fauve de Bretagne ist folgsam und lässt sich gut zurückrufen. Sie sind zutraulich, liebevoll, ausgeglichen und besonders kinderlieb. Ein Griffon Fauve de Bretagne bellt selten.

## Verwendung
Laufhund für die Jagd auf Hase, Fuchs, Rehwild und Schwarzwild.